# Nakhodka (Schiff)
Die Nakhodka (russisch Находка, Nachodka) war ein russischer Öltanker, der am 2. Januar 1997 vor Japan zerbrach und sank.

## Geschichte

### Das Schiff
Das 1970 gebaute Tankschiff gehörte der „Prisco Traffic Limited“ und war beim Unfall 26 Jahre alt. Es wurde von der Reederei „Primorsk Shipping“ betrieben, war mit 13.157 BRT vermessen, besaß eine Tragfähigkeit von 20.471 tdw und hatte eine Besatzung von 32 Mann. Das Schiff war beim Maritime Register of Shipping (RS) in Russland registriert, sein technischer Zustand wurde von einer russischen Klassifikationsgesellschaft überwacht.

### Die Havarie
Im Januar 1997 befand sich die Nakhodka auf einer Reise mit rund 19.000 Tonnen Schweröl von Shanghai nach Petropawlowsk. Am 2. Januar brach das Schiff während eines schweren Sturms im Japanischen Meer, etwa 106 km nordnordöstlich der Oki-Inseln, aufgrund schwerer struktureller Vorschäden auseinander (Position: 37° 7′ N, 133° 55′ O). 31 Besatzungsmitglieder konnten sich vom sinkenden Schiff retten, der Kapitän blieb auf dem Schiff zurück und starb. Das Heckteil sank bald nach dem Auseinanderbrechen, während das Vorschiff am 7. Januar an die japanische Küste trieb und nahe der Antou-Küste und der Ortschaft Mikuni auf dem felsigen Grund der nationalparkähnlichen Echizen-Kaga-Küste strandete. Mehrere tausend Tonnen der Ölladung liefen aus und gelangten in den Tagen bis zum 21. Januar an verschiedene Küstenabschnitte. Davon  verschmutzten, verschiedenen Schätzungen zufolge, zwischen drei und sechstausend Tonnen die Küstenregion der Fukui-Präfektur. Das Achterschiff mit der Restladung von etwa 10.000 Tonnen liegt in einer Wassertiefe von rund 2500 Metern.

### Aufräumarbeiten
Die Aufräumarbeiten dauerten vom 13. Januar bis zum 25. Februar 1997. Dabei wurde unter anderem der größte Teil der Restladung aus dem gestrandeten Vorschiff von Nippon Salvage und anderen Bergungsunternehmen in kleinere Küstentanker und Tanklastwagen umgepumpt. An den verschmutzten Küstenabschnitten wurden etwa 30.000 Tonnen Ölemulsion und Rückstände entfernt.

### Entschädigungen
Nach dem Unglück wurden Forderungen in Höhe von 192 Millionen Pfund an den Eigner, seinen Versicherer UK Club und den 1971- sowie den 1992-IOPC-Fonds erhoben. Die IOPC-Fonds erkannten den Teil der an sie gestellten Forderungen an, verklagten aber den Eigner, den Versicherer und die Klassifikationsgesellschaft auf Kompensation, woraufhin später ein Vergleich geschlossen wurde. Nachdem die Forderungen zunächst bis zu einer Höhe von 80 % zugelassen werden konnten, schloss das Entschädigungsverfahren mit Forderungen in einer Höhe von 114 Millionen Pfund.